# Acanthicus
Acanthicus Spix & Agassiz, 1829 è un genere di grandi pesci gatto corazzati pulitori originari dei bacini dell'Amazzonia e dell'Orinoco, e forse anche della Guyana, Sud America. Il nome Acanthicus deriva dal greco, akanthikos che significa appuntito o spinoso. I pesci di questo genere sono noti come pleco dalla coda a lira. Queste specie si trovano nei grandi fiumi, principalmente nelle aree dai fondali rocciosi e dalle correnti moderate o forti.

## Specie
Attualmente, ci sono solo due specie riconosciute in questo genere:
- Acanthicus adonis Isbrücker & Nijssen, 1988 - Pleco adone o Pleco dalla coda a lira a pois;
- Acanthicus hystrix Agassiz in Spix & Agassiz - Pleco dalla coda a lira.

A. hystrix è anche noto come L155 dal sistema dei numeri L. Delle possibili nuove specie ancora non descritte del genere sono L193 (dal bacino dell'Orinoco) e L407 (dal bacino del Branco), sebbene potrebbero rappresentare solo delle varianti di A. hystrix.

## Descrizione

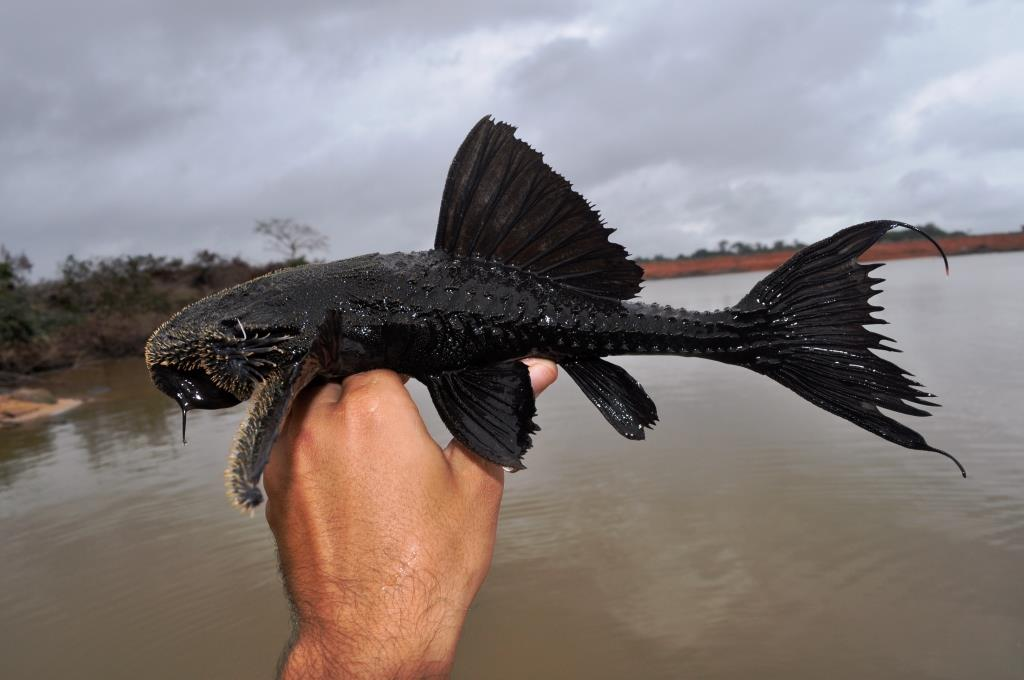
Acanthicus hystrix

Acanthicus adonis

Gli Acanthicus sono tra le specie più grandi della famiglia Loricariidae. Il più grande A. adonis ufficialmente misurato era lungo 30,5 centimetri (12,0 pollici), mentre il più grande A. hystrix ufficialmente misurato era lungo circa 62,8 centimetri (24,7 pollici), sebbene entrambe le specie possono raggiungere anche il metro di lunghezza (39 pollici).
Questi pesci sono Loricariidi relativamente sottili e spinosi privi di pinne adipose. La pinna caudale possiede lunghi lobi filamentosi sui margini superiore e inferiore e a forma di mezzaluna. Le spine delle pinne pettorali sono estremamente lunghe. L'intera superficie dorsale della testa è ricoperta da odontodi robusti e affilati. Gli odontodi formano una chiglia affilata sulle piastre laterali, mentre nei giovani gli odontodi sono pochi e ricoprono le piastre sopra e sotto le file di chiglia. Gli odontodi delle guance sono abbastanza sottili, ma piuttosto numerosi. I maschi possono avere odontodi delle guance sempre più lunghi e odontodi molto allungati sulla spina dorsale della pinna pettorale.
La livrea di questi pesci è prevalentemente nera, grigio scuro o marrone scuro. A differenza di A. hystrix, i giovani A. adonis presentano delle macchie bianche lungo tutto il corpo; queste diminuiscono con l'età e gli adulti più grandi ne sono completamente privi.

## Acquariofilia
Sia A. adonis sia A. hystrix sono talvolta tenuti in acquari pubblici o privati, specialmente i giovani macchiati di A. adonis possono essere trovati regolarmente in commercio. In cattività, questi pesci sono onnivori opportunisti che richiedono acqua ben ossigenata. La loro massiccia taglia da adulto e il comportamento territoriale e aggressivo necessitano una vasca molto grande che pochi possono permettersi. Il loro comportamento territoriale è principalmente rivolto ad altri pesci gatto corazzati pulitori, e durante le dispute territoriali un Acanthicus è stato osservato uccidere uno Pterygoplichthys gibbiceps (nonostante quest'ultimo sia tipicamente una specie robusta). Sono spesso allevati in cattività.